# Grand Theft Auto: Vice City Stories
Grand Theft Auto: Vice City Stories là 1 trò chơi thể loại hành động - phiêu lưu được sản xuất dưới sự hợp tác của Rockstar Leeds và Rockstar North, và được phát hành bởi Rockstar Games. Trò chơi lần đầu tiên được phát hành vào ngày 31 tháng 10 năm 2006 dành cho hệ máy PlayStation Portable và phiên bản dành cho PlayStation 2 được phát hành vào ngày 5 tháng 3 năm 2007. Đây là trò chơi thứ 10 của bộ Sê-ri Grand Theft Auto và là trò chơi thứ 6 sử dụng công nghệ đồ họa 3D để mô phỏng hình ảnh. Đây là trò chơi cuối cùng sử dụng engine RenderWare để tái tạo hình ảnh nhân vật. Đây cũng là trò chơi cuối cùng trong sê-ri sử dụng giọng nói lồng tiếng của các tài năng nổi tiếng của Hollywood để làm hội thoại cho trò chơi; từ phiên bản Grand Theft Auto IV trở đi sẽ sử dụng các diễn viên nghiệp dư lồng tiếng ít được biết đến hơn. Đây là phiên bản tiếp truyện của tựa game Grand Theft Auto: Vice City và là tựa game thừa kế của phiên bản Grand Theft Auto trước đó được phát hành cho dòng máy PlayStation Portable, là Grand Theft Auto: Liberty City Stories. Bản đồ Vice City trong tựa game này có chút khác biệt so với tựa game trước đó, Grand Theft Auto: Vice City. Vice City mô phỏng 1 phần Miami, Florida.